# My Days for You
「My Days for You」（マイ デイズ フォー ユー）は、真野恵里菜のメジャー10枚目のシングル（インディーズから通算して13枚目）。2011年6月29日発売。

## 概要
初回生産限定盤AはDVD付き。初回生産限定盤Bは全員参加握手券付き。
ミュージック・ビデオの撮影は、多摩川住宅にて行われた。

## 収録曲
全作曲：中島卓偉
1. My Days for You [4:21]
作詞：NOBE　編曲：鈴木俊介
2. 10カラットの煌めき。 [4:07]
作詞：三浦徳子　編曲：秦誠
3. My Days for You(Instrumental)

## シングルV
2011年7月6日に発売の真野恵里菜の9thシングルDVD。

### 収録内容
1. My Days for You(Riverside Ver.)
2. My Days for You(Bus Ver.)
3. メイキング映像

## カヴァーヴァージョン
2025年6月4日には、ハロー!プロジェクトの後輩であるつばきファクトリーによるカヴァーシングル「My Days for You/悲しみがとまらない」がリリース。